# Petermannia cirrosa
Petermannia cirrosa je druh jednoděložné rostliny z čeledi Petermanniaceae. Jedná se o monotypickou čeleď, obsahující jediný rod Petermannia a jediný druh Petermannia cirrosa. Některé starší taxonomické systémy ji někdy řadily do čeledi liliovité v širším pojetí (Liliaceae s.l.) nebo byla řazena do ocúnovitých (Colchicaceae).

## Popis
Jedná se o vytrvalou dřevnatou trnitou liánu s oddenkem. Listy jsou jednoduché, střídavé, řapíkaté až skoro přisedlé. Čepele jsou víceméně eliptické, zašpičatlé, celokrajné, žilnatina je zpeřená (zpeřeně souběžná). Proti listu vyrůstají květenství nebo úpony, které jsou od květenství odvozeny. Květy jsou oboupohlavné, ve vrcholičnatém květenství, které vyrůstá proti listu. Okvětních lístků je 6, jsou volné. Tyčinek je 6 ve 2 přeslenech nejsou srostlé s okvětím ani navzájem. Gyneceum je srostlé ze 3 plodolistů, je synkarpní, semeník je spodní. Plodem je bobule.

## Rozšíření
Jedná se o endemit východního pobřeží Austrálie.